# Nové Dvory (okres Benešov)
Nové Dvory (Duits: Neuhof of Neuhof bei Rotaujest) is een Tsjechische plaats in de gemeente Červený Újezd in de regio Midden-Bohemen en maakt deel uit van het district Benešov. Het dorp ligt op ongeveer 1,5 km afstand van Červený Újezd.
Nové Dvory telt 43 inwoners (2021).

## Geografie
Nové Dvory bestaat uit een hoog- en laaggelegen deel. Het hooggelegen deel ligt op een heuvel langs de regionale weg; het laaggelegen deel aan de linkeroever van de rivier Mastník. Beide delen worden gescheiden door de spoorlijn Praag - České Budějovice.

## Geschiedenis
De eerste schriftelijke vermelding van het dorp dateert van 1593, toen Vok van Rožmberk het landgoed Miličín, waar Nové Dvory deel van uitmaakte, verkocht aan Michal Špánovský, die reeds Pacov, Vužice en Šelmberk in zijn bezit had. Zijn zoons erfden alle dorpen en verkochten deze in 1600 aan Eva Kaplířová uit Sulevice.
In 1928 werd Nové Dvory aangesloten op het elektriciteitsnet. Er was een houten klokkentoren bij de boerderij op nummer 9, die in 1926 werd vervangen door een granieten exemplaar. Ook waren er toentertijd drie molens in Nové Dvory.
Sinds 1967 maakt Nové Dvory deel uit van de gemeente Červený Újezd.

## Verkeer en vervoer

### Autowegen
Er leidt een regionale weg naar het dorp.

### Spoorlijnen
Er is geen station in Nové Dvory. Het dichtstbijzijnde station is in Červený Újezd.

### Buslijnen
Er is één bushalte in het dorp:
| Halte                          | Lijn | Traject         | Vervoerder   |
| ------------------------------ | ---- | --------------- | ------------ |
| Červený Újezd, Nové Dvory (BN) | 569  | Miličín - Mezno | ČSAD Benešov |

## Galerij

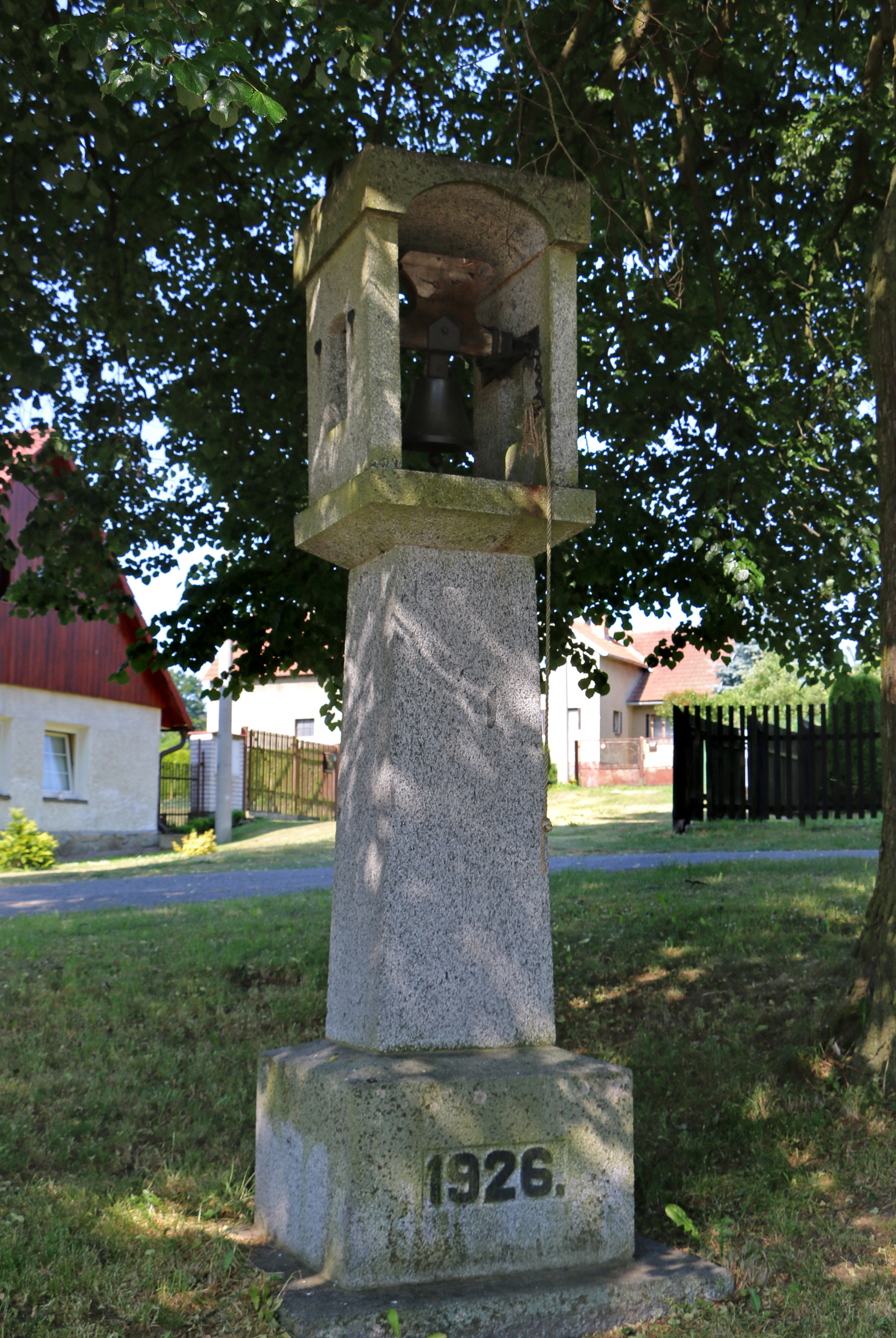
Granieten klokkentoren (2017)
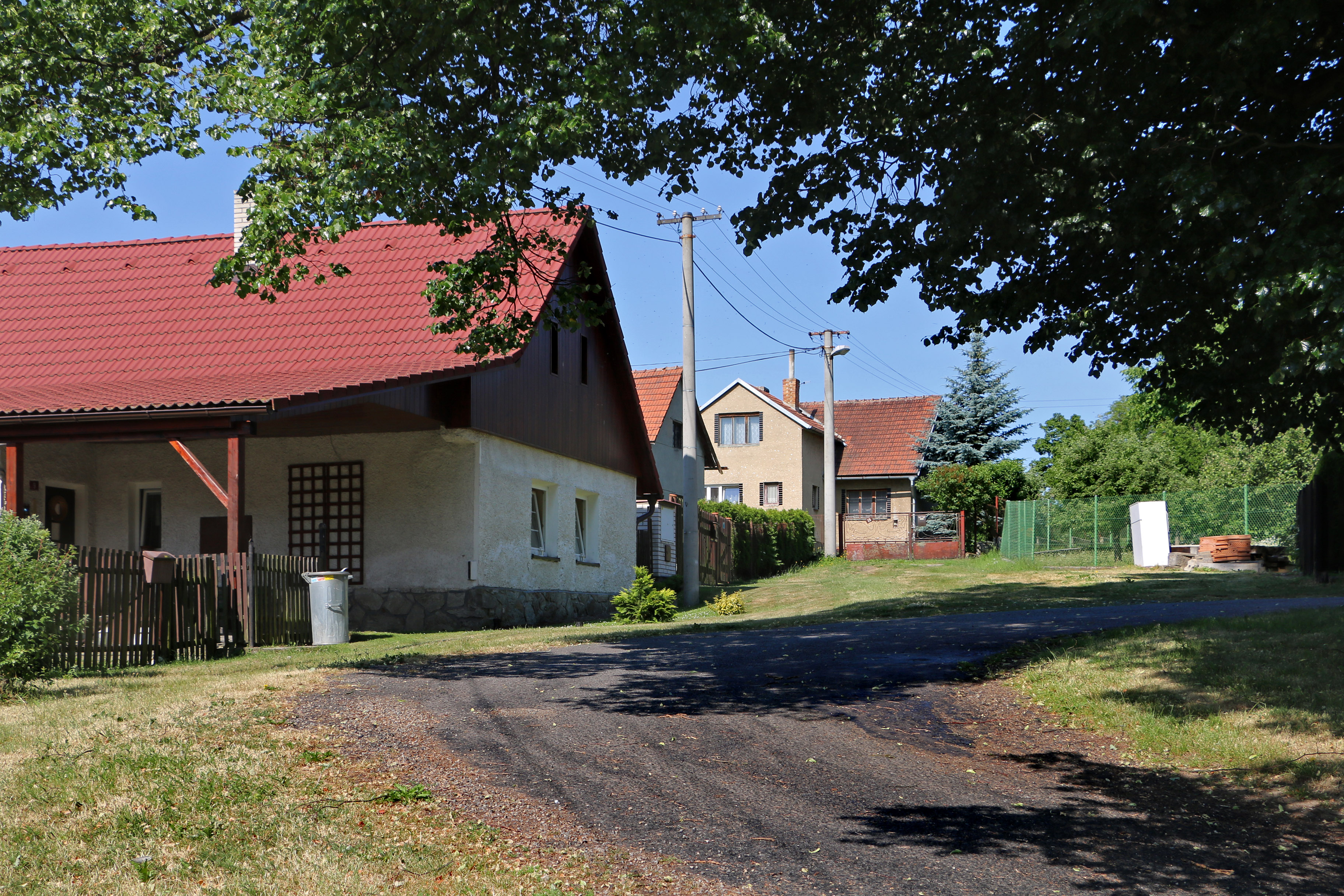
Zuidelijk deel van het dorp (2017)
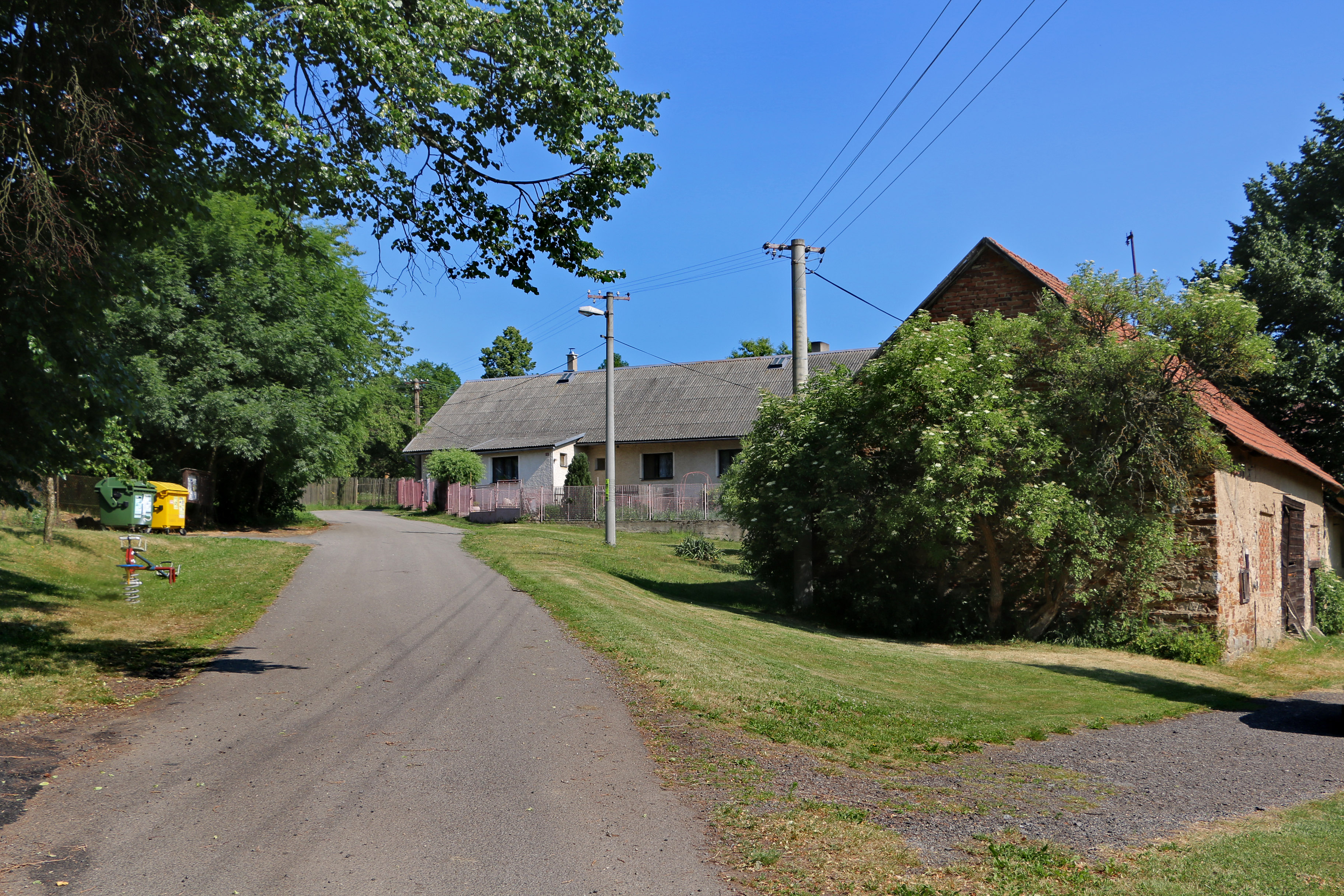
Zijstraat (2017)
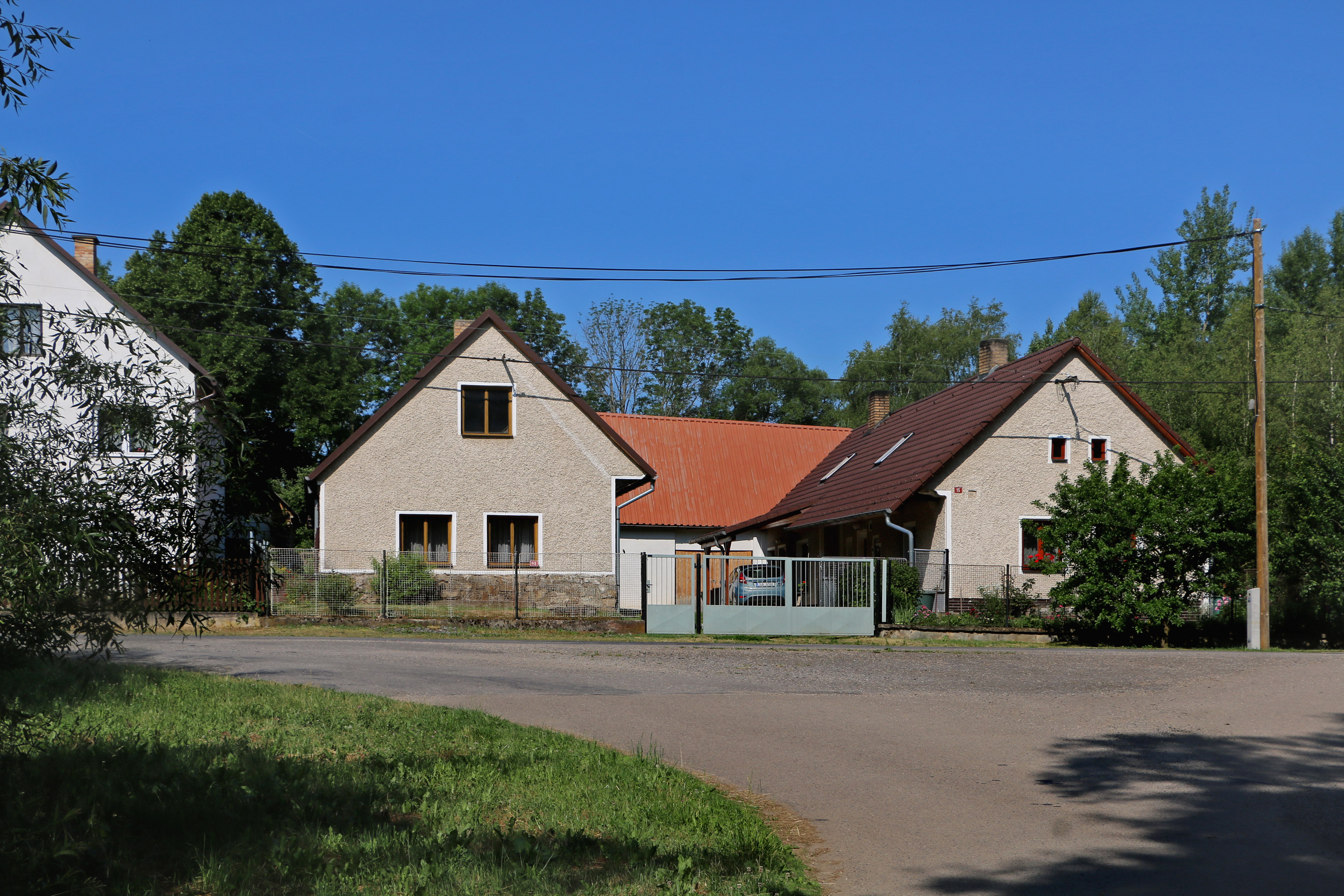
Laaggelegen deel van het dorp (2017)
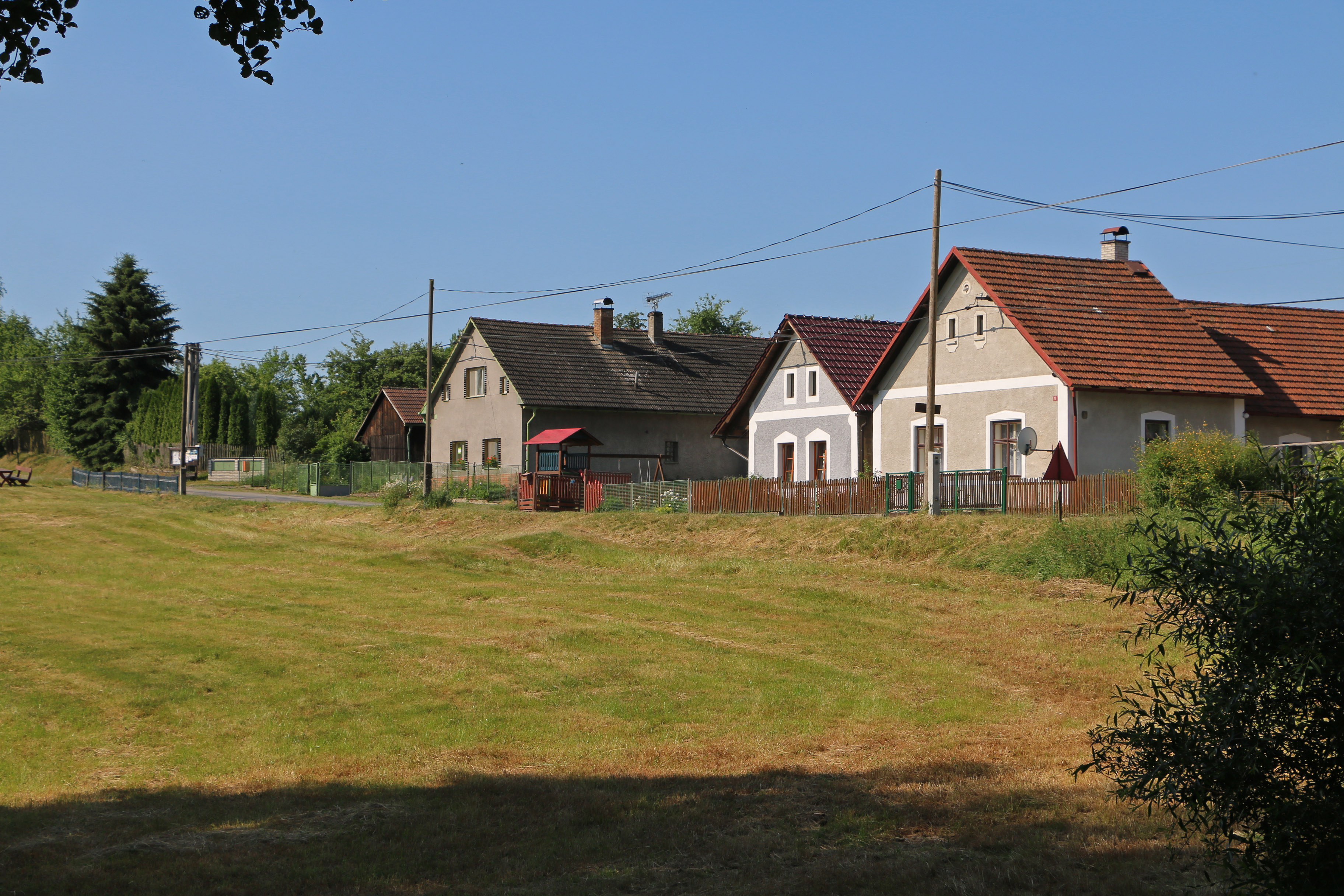
Laaggelegen deel van het dorp (2017)
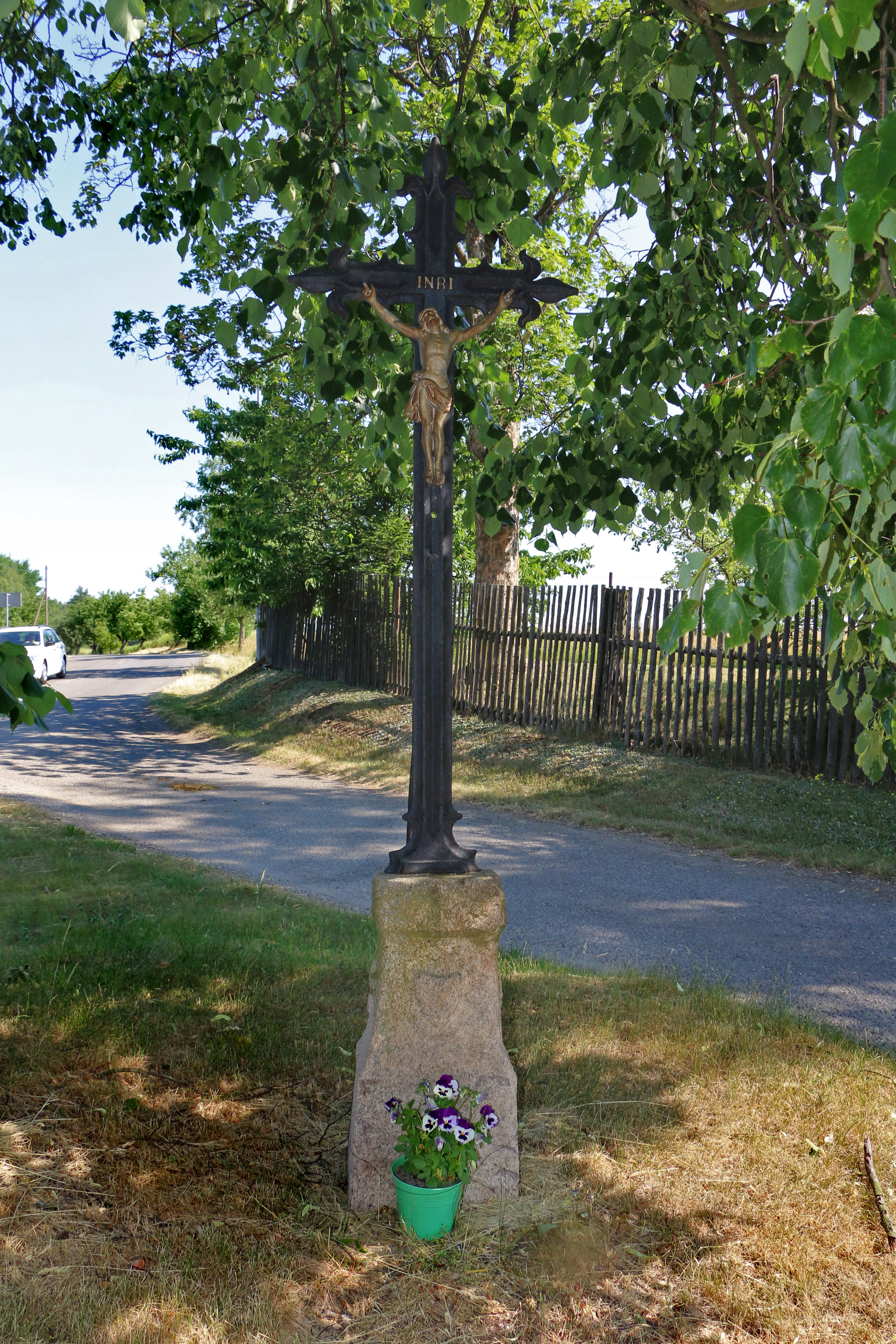
Wegkruis (2017)